# Alla 39ª eclisse
Alla 39ª eclisse (The Awakening) è un film del 1980 diretto da Mike Newell ispirato al romanzo Il gioiello delle sette stelle di Bram Stoker e interpretato da Charlton Heston e Susannah York.

## Trama
L'archeologo inglese Matthew Corbeck, sulla base degli scritti di un esploratore olandese del '600, è alla ricerca della tomba di una regina egizia dimenticata, Kara. L'archeologo si trova in Egitto con la moglie Anne, agli ultimi mesi di gravidanza, e la sua assistente, Jane Turner. Durante un'esplorazione nella valle dei Re, Jane scopre un'iscrizione sepolta nella roccia che indica a Matthew l'esatta posizione della tomba di Kara.
Mentre Matthew e Jane aprono la tomba, Anne viene colta dalle doglie. Rientrati al campo a notte inoltrata, trovano Anne in stato catatonico, e la trasportano urgentemente in ospedale a Il Cairo. Matthew lascia la moglie, ancora in stato confusionale, per ritornare nel deserto. Le condizioni di Anne si complicano, e i medici decidono di far nascere la bambina mentre Matthew e Jane entrano per la prima volta nella tomba vera e propria. La bambina nasce morta, ma quando Matthew apre il sarcofago di Kara, miracolosamente la bambina comincia a respirare e ad emettere il primo vagito. Mentre Matthew esamina il sarcofago ha la netta sensazione che la mano della mummia al suo interno lo abbia sfiorato.
Rientrato al Cairo, Matthew va a trovare sua figlia appena nata, ma la moglie lo tratta con freddezza. Matthew ritorna di nuovo nel sito di scavo per coordinare i lavori. Un inviato del Ministero dei Beni Archeologici del Cairo tenta di impedire a Matthew di rimuovere gli oggetti dalla tomba, ma durante il trasporto di un bassorilievo, il cavo della gru si spezza trascinando l'uomo giù da un burrone. Terminati i lavori di imballaggio e trasporto dei preziosi oggetti, Matthew viene accolto con tutti gli onori al Cairo, quasi come un novello Howard Carter. In tale occasione, il Museo di antichità egiziane dona a Matthew uno specchio a forma di Ankh per la figlia. Quando Matthew giunge in ospedale, scopre che sua moglie e sua figlia sono partite, lasciandolo da solo in Egitto.
Diciotto anni dopo, Matthew ha sposato Jane ed è uno stimato professore di archeologia. Per il diciottesimo compleanno di sua figlia Margaret, sta preparando un pacco con l'Ankh donatogli molti anni prima in Egitto. Il suo assistente, Paul Whittier comunica al professore che la mummia di Kara al museo del Cairo si trova in pessimo stato di conservazione. Matthew parte per il Cairo, e dopo un'accesa discussione con il curatore del Museo, il dottor Khalid, cerca di convincere quest'ultimo ad inviare il sarcofago e la mummia a Londra per restaurarli. Il dottor Khalid, su tutte le furie per l'arroganza dell'archeologo, esce di corsa dal museo, e sotto lo sguardo attonito di Matthew viene investito da un camion che lo schiaccia sotto le ruote. Ormai libero da qualunque vincolo, Matthew fa trasportare la mummia a Londra per le analisi batteriche sulle bende.
La figlia di Matthew, Margaret, ora vive a New York con la madre. È solare e allegra, ma la sua presenza ha strani effetti sugli animali, che la temono. Ricevuto il regalo di suo padre, annuncia ad Anne di volersi recare in Inghilterra per conoscerlo. Contro il parere di sua madre, la ragazza parte per l'Inghilterra, e trova il padre impegnato in una lezione alla facoltà di archeologia. Margaret viene accolta con grande affetto dal padre e dalla matrigna. Durante la cena, Matthew parla a Margaret di Kara. Con pochissime informazioni scritte, la storia della regina è raccontata dalla sua tomba, dalla quale si scopre che suo padre ne aveva ucciso l'amante per poi sposarla, finendo ucciso a sua volta dalla figlia - per vendetta - in modo poco chiaro. Il giorno successivo, Matthew porta la ragazza con sé al museo. Qui Margaret conosce Paul, con il quale lega subito.
Matthew comincia a mostrare un morboso attaccamento nei confronti della mummia di Kara, rifiutando di dare il suo consenso affinché possa essere asportato un frammento del corpo per le analisi di laboratorio. Matthew decide di partire per il Cairo e di portare la figlia con sé così da farle visitare la tomba di Kara. In Egitto, Margaret inizia a manifestare un comportamento quasi incestuoso nei confronti di Matthew, che ne rimane prima allibito, poi freddamente consapevole. Quando, con l'aiuto di una guida, Yussef, Matthew e Margaret scendono nella tomba, i due rimangono indietro, ed è in quel momento che Matthew nota per la prima volta la straordinaria somiglianza del viso della figlia con la maschera funeraria di Kara.
Margaret lo bacia, ma proprio in quel momento Yussef, toccando una serie di meccanismi sul soffitto della tomba, scopre un passaggio segreto prima inesplorato. Qui viene trafitto da una trappola a muro, e il grido d'agonia interrompe Matthew e Margaret. Trovato il passaggio segreto e il corpo senza vita di Yussef, anche Matthew rischierebbe di fare la stessa fine se Margaret non lo tirasse indietro all'ultimo momento. Disattivata la trappola, all'interno del passaggio i due trovano alcuni preziosi oggetti tra cui un busto sfregiato di Kara in cui è incastonato un gioiello con le sette stelle dell'Orsa Maggiore e i quattro vasi canopi con gli organi della defunta regina. Matthew e Margaret trafugano i vasi e ritornano in Inghilterra.
Margaret inizia a manifestare segni di squilibrio, attacchi di panico, allucinazioni e una sempre maggiore morbosità verso il padre. Matthew nel frattempo, studiando la tomba di Kara, scopre che la costellazione dell'Orsa Maggiore è, in quel periodo, nello stesso identico punto dell'epoca di Kara. Mentre Matthew rientra a Londra, Jane ha un'allucinazione in cui sembra aggredita dalla statua d'oro di un cobra dorato conservata in casa. Molto spaventata, un improvviso colpo di vento la fa cadere dal balcone facendole sfondare la serra e un pezzo di vetro acuminato le si pianta in gola uccidendola.
Preoccupato che l'improvviso lutto possa compromettere il già precario equilibrio della figlia, Matthew la manda da uno psicologo. Margaret manifesta stati di allucinazioni in cui rivive le sensazioni di Kara e, colta da un improvviso attacco di rabbia, aggredisce lo psicologo piantandogli una siringa nello stomaco. Nel frattempo anche Matthew inizia a dimostrarsi poco lucido e sempre più morbosamente attratto dalla figlia e dalla mummia di Kara, preoccupando non poco anche Paul, che disapprova le sue scelte.
Preoccupata per le condizioni della figlia, anche Anne giunge a Londra, solo per trovare Margaret in stato di coma. Mentre Matthew veglia al capezzale della figlia, sente la voce di Margaret sussurrargli di compiere un rito per liberare lo spirito di Kara imprigionato nella mummia. Matthew ha ormai capito che Margaret è solo un tramite della volontà di Kara, e pur di salvarla, accetta di compiere il rito facendosi carico egli stesso di essere posseduto dallo spirito della crudele regina.
Matthew si intrufola di nascosto nel British Museum, e si prepara al rito portando la mummia all'interno del salone egizio. Matthew è restio a tagliare le bende della mummia, distruggendo così il suo lavoro di una vita, ma sopraggiunge Margaret, che lo obbliga a continuare. Matthew esegue il rituale e distrugge la mummia, ma lo spirito di Kara non entra in lui, bensì definitivamente e completamente dentro Margaret. Con espressione feroce, la ragazza fa crollare con l'uso di qualche forza telepatica una pesante statua, seppellendo il padre tra le macerie. Lo sguardo di Kara è la scena che chiude il film: la malvagità della regina egizia è nuovamente tornata nel mondo.